# HNLMS Kortenaer (1927)
Pour les autres navires du même nom, voir HNLMS Kortenaer.
Le HNLMS Kortenaer (en néerlandais : Hr.Ms. Kortenaer) était un destroyer de classe Admiralen construit pour la Marine royale néerlandaise dans les années 1920.

## Historique
Le 11 juin 1929, un détachement de marins fut envoyé sur le Kortenaer basé à Curaçao après que des rebelles vénézuéliens eurent fait une descente dans le Fort Amsterdam, à Willemstad, le 8 juin.
En 1940, les Van Ghent et Kortenaer capturent cinq cargos allemands. Les navires sont relevés par le croiseur Java le 26 avril 1940.
Opérant principalement depuis les Indes orientales néerlandaises, le destroyer stationnait à Surabaya lorsque la guerre éclata dans le Pacifique en 1941.
Il participe à la bataille du détroit de Badung dans la nuit du 18 au 19 février 1942, où il s'échoue accidentellement après avoir temporairement perdu le contrôle du gouvernail. Bloqué, le navire dut attendre la marée du lendemain matin pour pouvoir repartir. Il fut ensuite envoyé à Surabaya pour y être réparé.
Le navire reprend du service lors de la bataille de la mer de Java le 27 février 1942, où il est torpillé à tribord à 17 h 14 par le croiseur japonais Haguro. Le destroyer de la Royal Navy HMS Encounter secourut 113 des 153 hommes d'équipage, dont le Lieutenant Commander A. Kroese, les débarquant à Surabaya quelques jours plus tard,,,.
Son épave est découverte par des plongeurs spécialisés en août 2004 à une cinquantaine de mètres de profondeur. (Les épaves des HNLMS De Ruyter et HNLMS Java avaient déjà été découvertes par le même groupe en décembre 2002.) Une expédition menée en 2016 montre qu'une bonne partie des épaves des De Ruyter, Java et Kortenaer ont été pillés illégalement par des ferrailleurs.